# Punta Umbría
Punta Umbría es un municipio español de la provincia de Huelva, Andalucía. El municipio cuenta con una población de 16 137 habitantes (INE 2024). Su extensión superficial es de 38 km² y tiene una densidad de 387,2 hab/km². Se encuentra situada a una altitud de 6 metros y a 20 km de la capital de provincia, 9 km en línea recta, Huelva y a 100 km de Sevilla.

## Naturaleza

### Fauna
Es una zona de obligado paso para millares de aves migratorias. Alberga el 30 % de la población europea de la espátula (Platalea leucorodia). Se encuentran también la garza real (Ardea cinerea), la garza imperial (Ardea purpurea) y el aguilucho lagunero (Circus aeruginosus). Durante la invernada en este entorno se concentran miles de aves acuáticas, destacando el gran número de flamencos, que se acerca a los dos millares. Ocasionalmente se observan la cigüeña negra (Ciconia nigra), el morito (Plegadis falcinellus) y la grulla (Grus grus). También nos encontramos el camaleón común (Chamaeleo chamaeleon) en los ganchos arenosos de islas Saltes. Mar adentro, o incluso cerca de las playas, pueden ser vistos desde el espigón los delfines comunes (Delphinus delphis).

### Flora
En los ecosistemas arenosos del humedal crecen el taray (Tamarix canariensis), la sabina negral (Juniperus phoenicea), la coscoja (Quercus coccifera), el lentisco (Pistacia lentiscus), el jaguarzo (Halimium halimifolium), la jara (Cistus salviifolius) y el romero (Salvia rosmarinus). En zonas de marismas bajas y recientes aparecen Spartina maritima y Salicornia ramosissima. En la marisma alta se presentan especies tan características como Arthrocnemum macrostachyum y la singular Spartina densiflora. En las cabeceras de arroyos y esteros periféricos se desarrolla una vegetación palustre constituida por juncos (Juncus acutus y Juncus maritimus), espadañas (Thypha dominguensis) y tarajes (Tamarix canariensis) principalmente.

### Espacios naturales
Entre su riqueza natural destacan tres espacios naturales protegidos: la laguna de El Portil, el Paraje Natural de los Enebrales de Punta Umbría y las Marismas del Odiel, paraje natural declarado por la Unesco como Reserva de la Biosfera en 1983.

## Historia
Se tiene constancia de que durante la Antigüedad hubo presencia romana en la zona de «El Eucaliptal», dentro del actual término municipal de Punta Umbría. Entre los siglos II y VI d. C. llegó a existir un asentamiento de tipo comercial, dedicado principalmente a la elaboración de conservas y salazones.
Hacia finales del siglo XIX bajo el nombre de Punta Umbría se conocía a un núcleo marinero perteneciente al término municipal de Cartaya. En esa época la zona fue «redescubierta» por los directivos británicos de la Rio Tinto Company Limited (RTC), que la convirtieron en zona de descanso gracias a que creían que el agua salada tenía propiedades medicinales. Desde 1883 se realizaron algunas construcciones en la zona, en madera y de tipo bungaló, pero no sería hasta 1896 cuando una real orden otorgó a la RTC la posibilidad de establecer casas de salud en esta zona. Muchos empleados de la RTC y sus familias acudían a la playa en verano a través del ferrocarril de Riotinto. Esta situación se mantuvo bajo gestión de la Compañía Española de Minas de Río Tinto.
El 26 de abril de 1963 se produjo la segregación municipal de Punta Umbría respecto de Cartaya. Bajo iniciativa de la Unión Explosivos Río Tinto (ERT) se produjo un cambio considerable en la fisonomía de la zona residencial-costera, pues esta acometió un desmantelamiento de las antiguas casas «inglesas». En su lugar, la división inmobiliaria del grupo ERT vendió una parte de los terrenos y en otros casos levantó nuevas urbanizaciones residenciales, como fue el caso de El Portil. La zona urbana de Punta Umbría comenzó a ser edificada mirancia hacia la ría de Huelva, mientras que la zona costera atlántica se reservó para el área residencial veraniega. Este fenómeno se vio enmarcado en el «boom» turístico que vivió el municipio desde la década de 1960.

## Geografía

### Playas
Una punta de arenas limpias, finas y doradas se adentra en el mar. Los turistas elegían estas playas como lugar de descanso. Buscaban la bondad de un clima atemperado por el mar y la ría que circundan esta bella población marinera. Las playas de Punta Umbría son las más urbanizadas de la zona, también es la playa que cuenta con mayores servicios e infraestructuras. Tan ancha y extensa como las que la anteceden, es mucho más frecuentada, pues tiene restaurantes, bares y chiringuitos muy cómodos para tomar un refresco a cualquier hora del día. Dentro de su oferta de servicios, también se puede practicar deportes náuticos como el windsurf y otros aeronáuticos como el parapente con motor. Le ha sido concedida la bandera azul. En los años 50 fue considerada "la mejor playa del sur de España" y una de las mejores de España. Según el libro que editó el ayuntamiento de Punta Umbría Evocadora Punta Umbría. Una de las características de las playas de la zona son la amplia extensión de las mismas, y durante la bajamar se puede disfrutar de amplias zonas para pasear y disfrutar de actividades típicamente veraniegas como jugar a las palas o partidos de fútbol cerca de la orilla. 
Hasta hace no muchos años, cuando la marea estaba baja, se podían encontrar coquinas entre sus arenas. Este molusco, muy apreciado entre los locales por su sabor exquisito, solamente puede ser capturado por los llamados coquineros, que deben tener una licencia para ello. Se puede acceder de manera fácil y sin barreras. Hay distintas zonas en las que puedes aparcar el coche dejándolo muy próximo a la playa. Hasta la playa se llega sin problemas pero no está resuelto el problema hasta el agua.
Sus playas son:

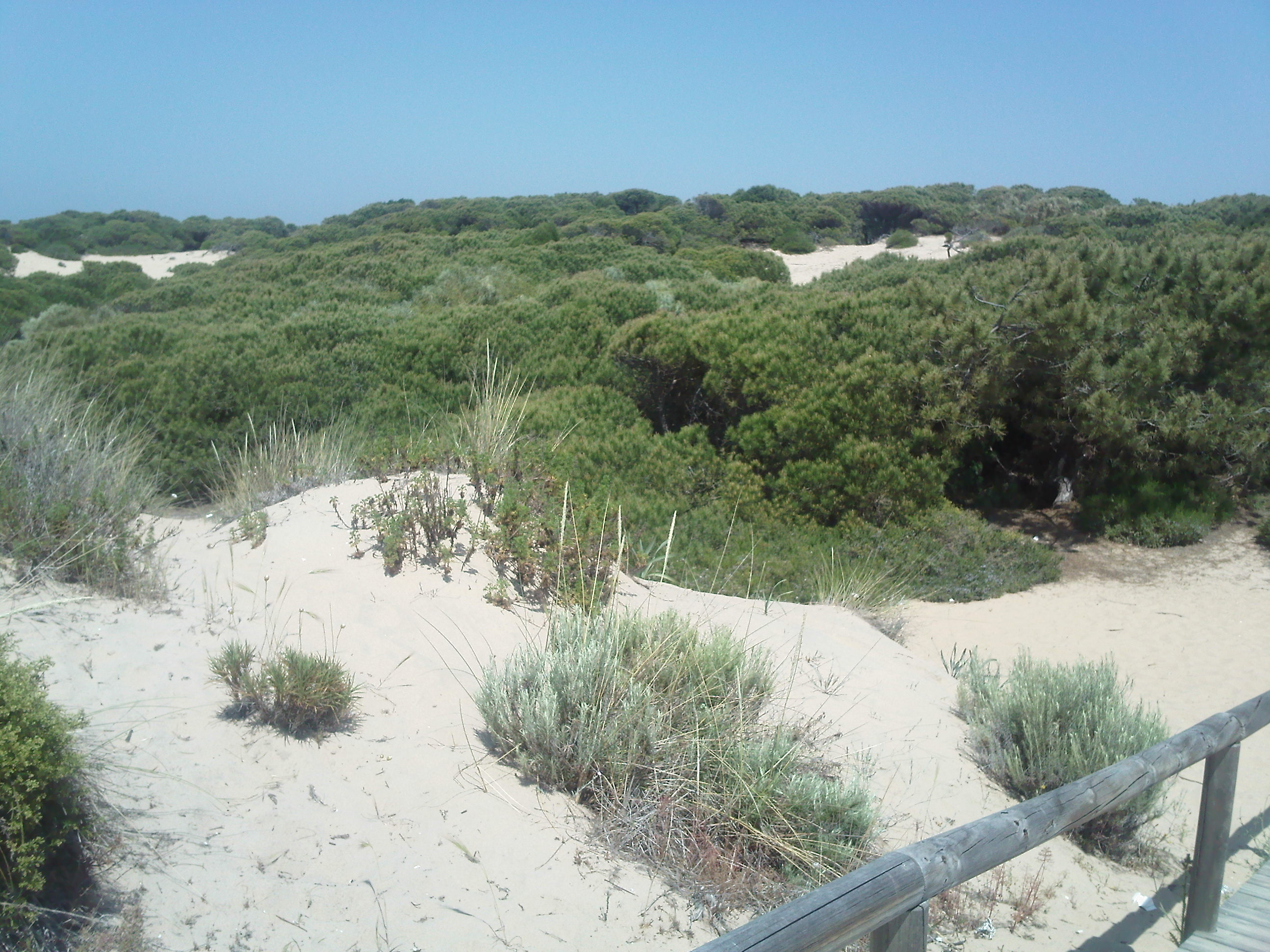
Enebrales de Punta Umbría.

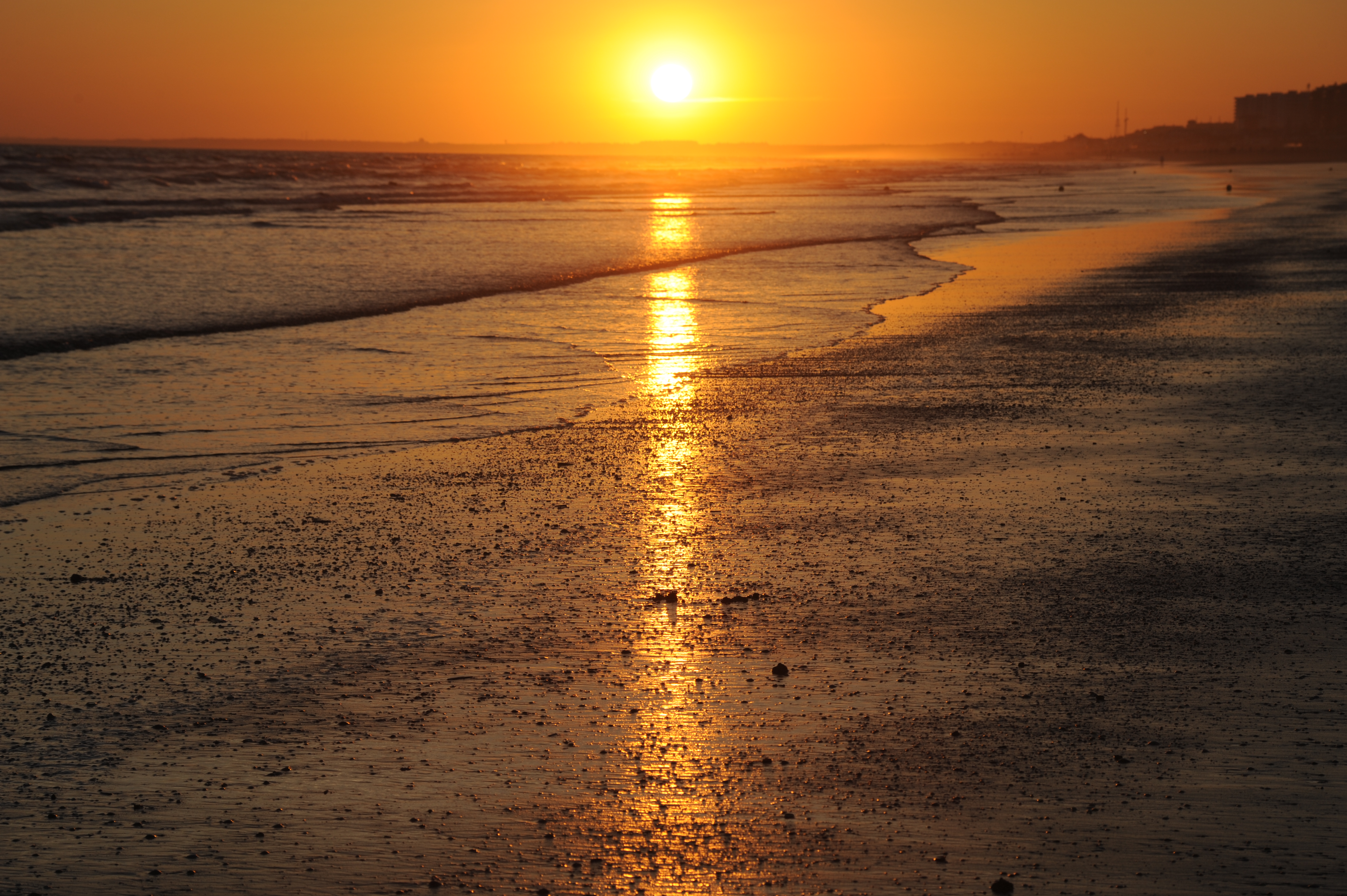
Puesta de Sol en Punta Umbría

- Playa de El Portil: después de El Rompido y siguiendo por la carretera en dirección Punta Umbría, se llega a esta playa enclavada en la urbanización El Portil. Dispone de varios accesos a la playa a lo largo de todo el tramo urbanizado.
- Playa de La Bota: de similares características que las playas de la zona; gran extensión de arena y muy buena para dar agradables paseos a cualquier hora del día. Esta playa tiene un fácil y extenso aparcamiento que se prolonga a lo largo de toda ella. Si en las demás playas de la zona encontramos mucha afición por la pesca, aquí se reúnen profesionales del gremio, pues los locales vienen con todo su equipo para ver si hacen su mejor tarde.
- Los Enebrales: Antes de llegar a Punta Umbría, se encuentra esta extensa playa, característica de todas las playas del litoral de Huelva. La superficie de arena tiene un pequeño desnivel a mitad de la playa.
- Matanegra: Es la continuación de la playa de la Bota por lo que la práctica de la pesca de caña desde la orilla se convierte en un deporte muy frecuentado en esta zona.

## Demografía
Punta Umbría cuenta con una población de 16 137 habitantes (INE 2024).
| Gráfica de evolución demográfica de Punta Umbría entre 1970 y 2021 |
| |
| Población de derecho según los censos de población del INE Población de hecho según los censos de población del INEEntre el censo de 1970 y el anterior, aparece este municipio porque se segrega del municipio Cartaya en 1963 |

## Economía
La pesca y el turismo son las actividades sobre las que se asienta la economía puntaumbrieña.
Punta Umbría posee una de las flotas pesqueras más importantes de la provincia, y el puerto, englobado dentro del de Huelva, descarga anualmente más de 900.000 kg de pesca. El segundo recurso en importancia es el turismo, basado en un gran porcentaje en la segunda residencia de temporada. En la época estival, aumenta el número de residentes, este puede llegar hasta los 160 000 ya que el municipio recibe la afluencia masiva de los que se trasladan a sus playas para pasar una jornada de recreo y ocio.
Dos grandes actividades celebra la oficina municipal de turismo de Punta Umbría en torno a la gastronomía, la Muestra Nacional de la Coquina que tiene lugar en abril, coincidiendo con la celebración de la segregación de Punta Umbría, y la Feria Nacional del Marisco y la Gamba blanca de la Costa de Huelva en julio. Muy importante es Feplamur, la Feria de Equipamiento de Playa y Mobiliario Urbano que tiene lugar en el mes de marzo y que concentra a los mayores expositores del sector.

### Evolución de la deuda viva municipal
| Gráfica de evolución de Deuda viva del Ayuntamiento de Punta Umbría entre 2008 y 2021                                |
| |
| Deuda viva del Ayuntamiento de Punta Umbría en miles de Euros según datos del Ministerio de Hacienda y Ad. Públicas. |

## Monumentos

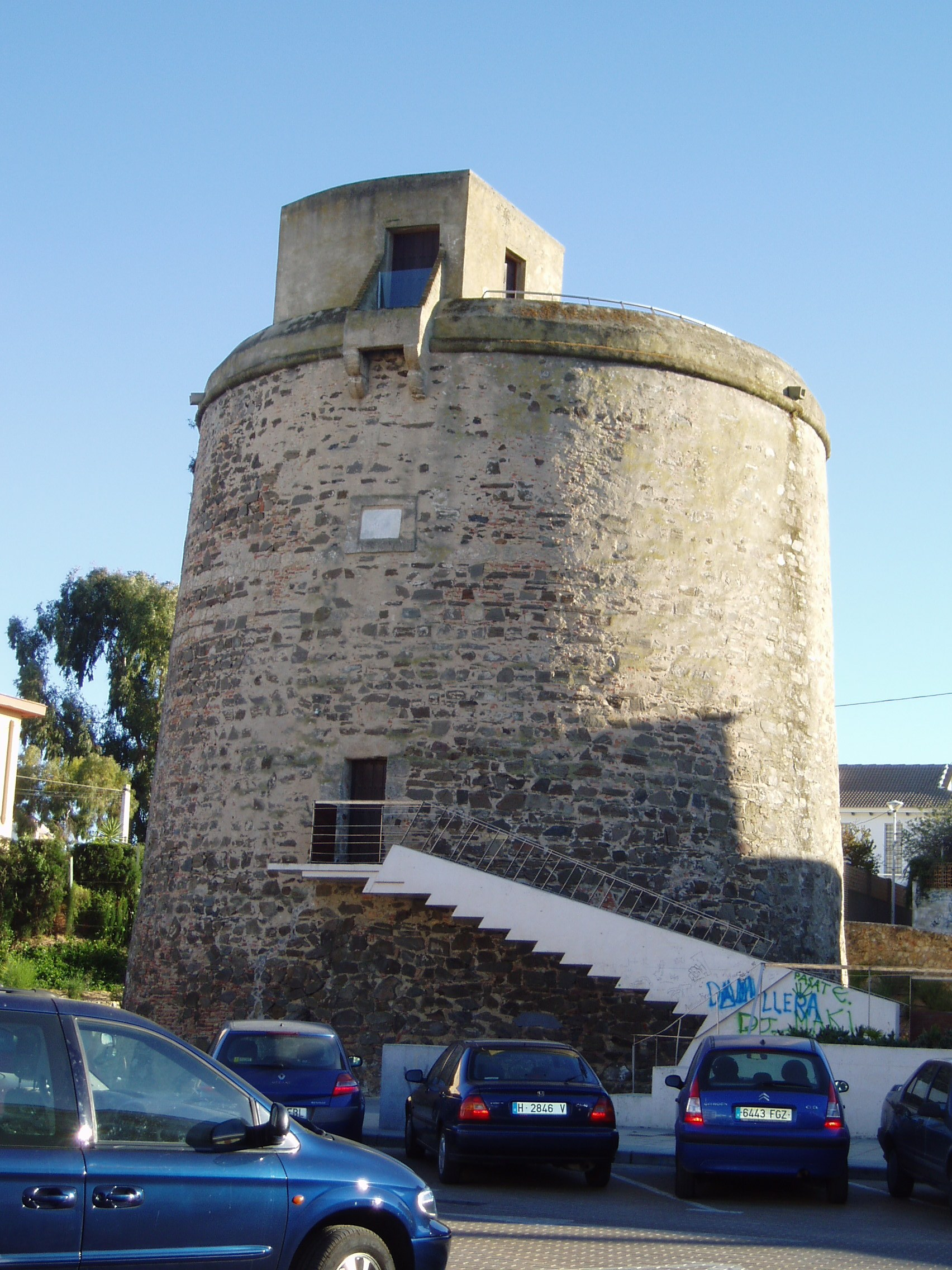
Torre Umbría

- Torre Umbría: torre vigía conocida hoy como Torre Almenara o Torre Umbría. Sobre el año 1577, el Rey Felipe III mandó su construcción en las cercanías de la orilla del mar, con la intención de vigilar la costa del ataque de los piratas de aquella época. Era custodiada por carabineros y la rodeaba un pequeño poblado de pescadores. La Torre almenara es el más importante monumento de Punta Umbría y preside su escudo, realizado por el pintor Pedro Gil Mazo, y es símbolo característico del pueblo.

- Casa Museo de los Ingleses: simula la reproducción de una de las antiguas viviendas inglesas en la playa y tiene la finalidad de poder mostrar al visitante las raíces de Punta Umbría desde la llegada de los primeros turistas, procedentes de Inglaterra. El proyecto cumple con la recreación de estos edificios coloniales, edificios que se muestran a través del mobiliario de sus salas y el material audiovisual instalado en el museo.

- Monumento Punta Umbría a sus marineros, obra del escultor José Martín Lagares, es una creación en la que un pescador sujeta el ancla de las raíces del pueblo, mientras otro recoge las redes y mira al futuro, siempre bajo la atenta mirada de la mujer, que espera sentada con su Virgen del Carmen a los pies de ambas tallas. Sobre una base de tres metros se alza esta escultura de bronce que supera los dos metros, por lo que la suma del conjunto rebasa los cinco.

- Lugar de encuentro con las palabras marineras, creada por el artista Fernando Bono. Saluda al mar y a la ría de la localidad en la plaza de la Canaleta. El monumento está compuesto por un muro de seis metros de diámetro en el que aparecen escritos algunos términos vinculados a los marineros, a sus sentimientos, sus artes de pesca y quehaceres. En la parte central de la composición hay una gran masa de seis metros de altura, formada por una estructura metálica de color rojizo y, bajo estos dos elementos, una superficie instalada en el suelo de siete por siete metros, deja ver entre relieves a peces de distintos tamaños sobre los que el espectador puede deambular libremente.

## Deportes
Fútbol: El Club Deportivo Punta Umbría, fundado en 1968, es el club de fútbol de la ciudad y juega en la Primera División Andaluza.

## Gastronomía

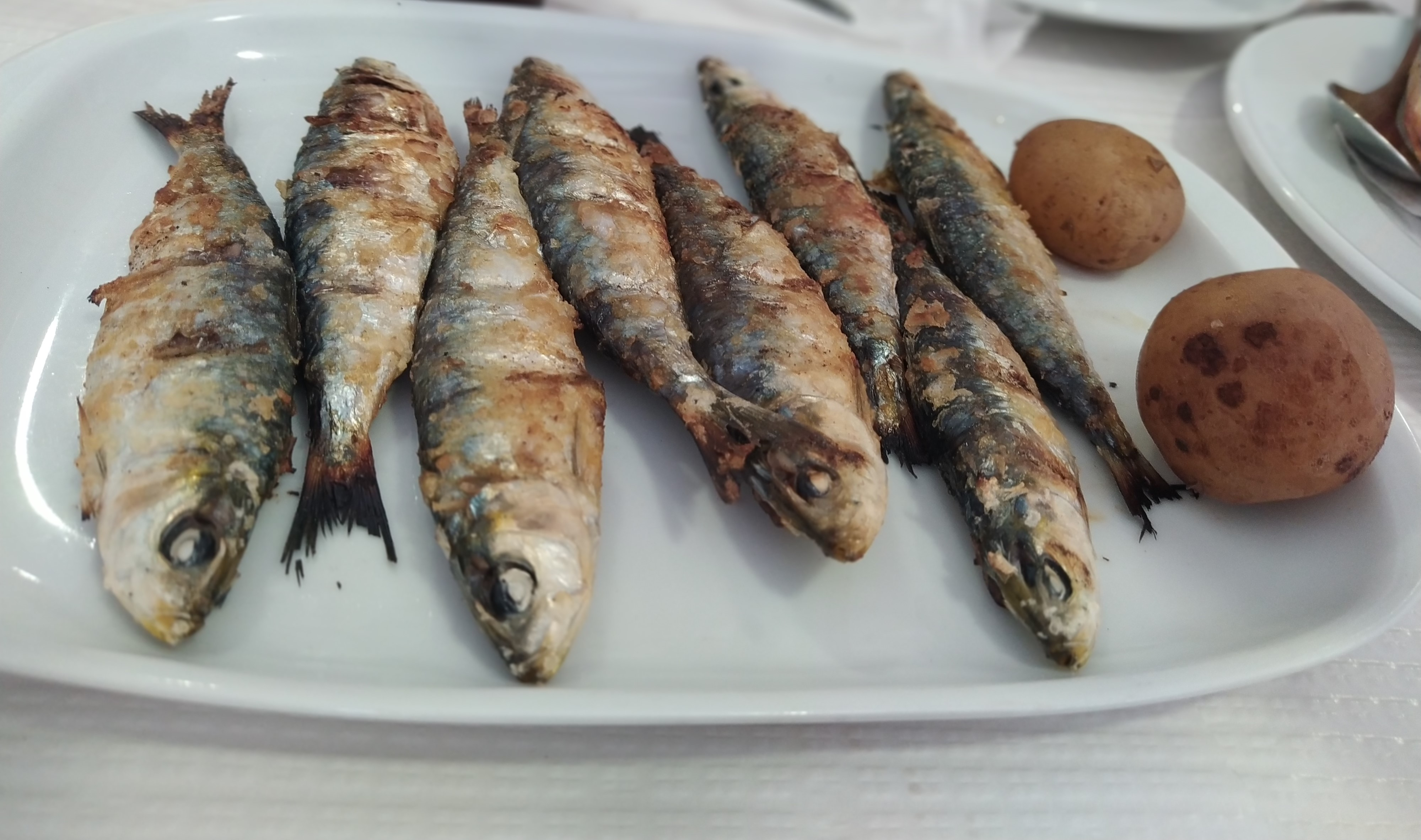
Sardinas asadas

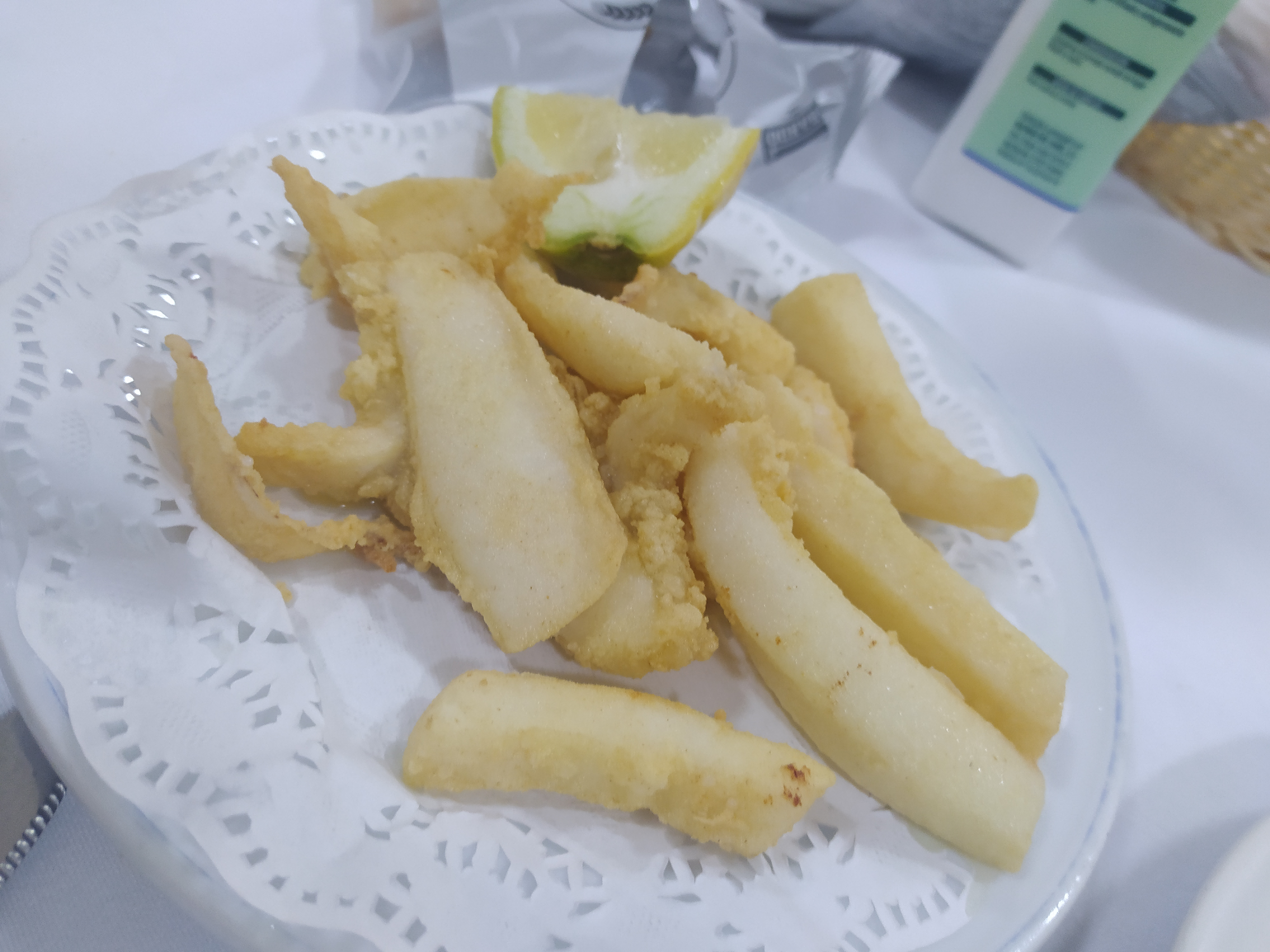
Ración de chocos fritos

Punta Umbría destaca por su amplia y rica gastronomía pero también recibe productos de la sierra de Huelva, carnes, jamón serrano, ... , o los frutales y huertas de Cartaya y alrededores.
Ligado con la actividad económica más sobresaliente de esta localidad, la pesca, se encuentra su gastronomía pues destacan la gamba blanca, la coquina, el choco, ... de manera que los platos típicos son las coquinas, la gamba cocida o a la plancha, el choco a la brasa, la plancha o guisado con papas o habas o el arroz con choco, también son destacables los pescados a la brasa: la caballa, la sardina, la anchova, el pulpo, la corvina, las almendritas, el pargo, ... Los guisos marineros o los arroces son muy recomendables.

## Medios de Comunicación
La localidad cuenta con una emisora de radio municipal, Onda Punta Radio que emite en 107.0 MHz (FM)

## En la literatura
La novela "Ocaso rojo", de Francisco Velasco, está parcialmente ambientada en Punta Umbría.